# Гандбол на летних Олимпийских играх 2008
Соревнования по гандболу на XXIX летних Олимпийских играх проходили с 9 по 24 августа. Было разыграно два комплекта медалей среди 12 мужских и 12 женских команд. Матчи проходили в Пекинском Дворце спорта Олимпийского спорткомплекса и Пекинском Государственном дворце спорта.

## Медали

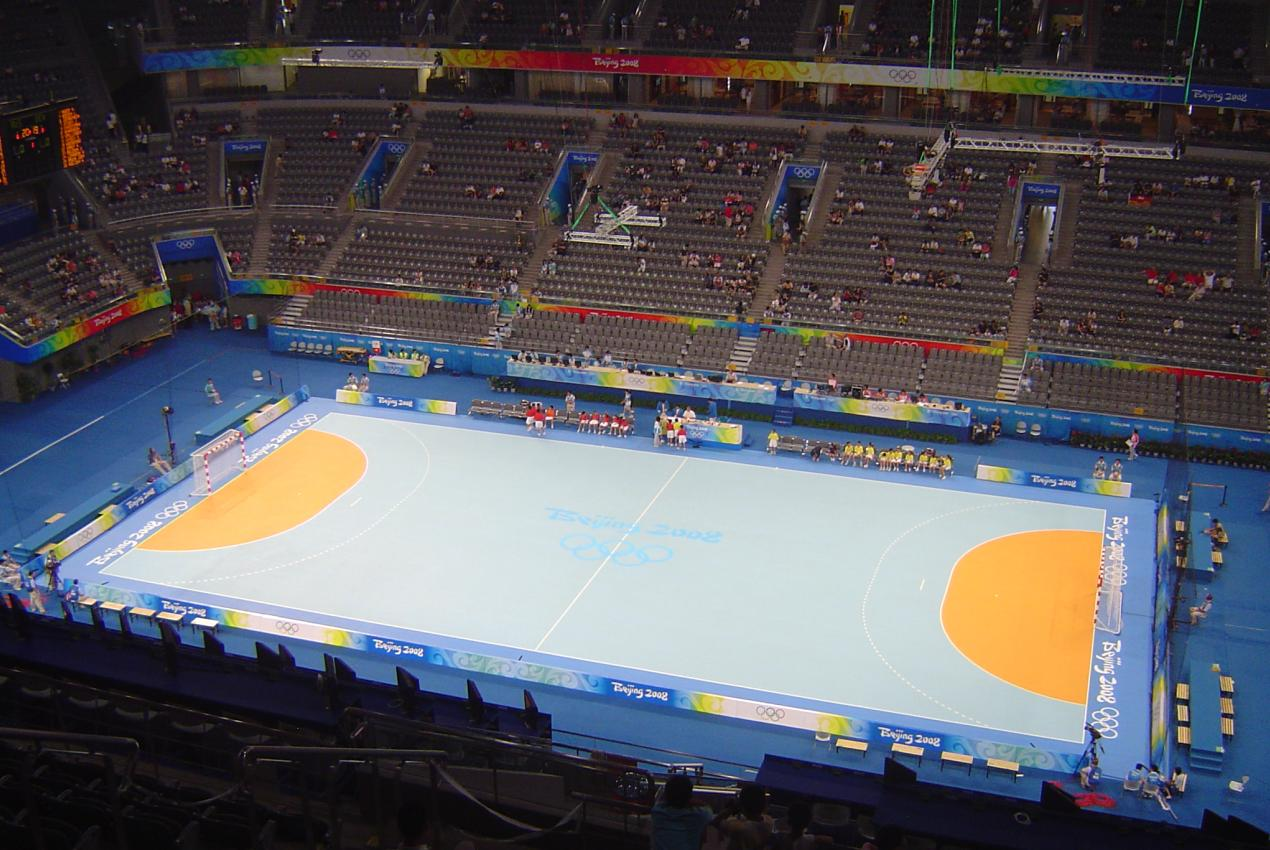
Государственный дворец спорта Пекина во время олимпийского гандбольного турнира

### Общий зачёт
(Жирным выделено самое большое количество медалей в своей категории; принимающая страна также выделена)
| Общее количество медалей |                  |        |         |        |       |
| Место                    | Страна           | Золото | Серебро | Бронза | Всего |
| 1                        | Норвегия         | 1      |         |        | 1     |
| 1                        | Франция          | 1      |         |        | 1     |
| 3                        | Исландия         |        | 1       |        | 1     |
| 3                        | Россия           |        | 1       |        | 1     |
| 5                        | Испания          |        |         | 1      | 1     |
| 5                        | Республика Корея |        |         | 1      | 1     |

### Медалисты
| Дисциплина            | Золото | Серебро | Бронза |
| Мужчины см. подробнее | Франция Люк Абало Жоэль Абати Седрик Бюрде Микаэль Гигу Дидье Динар Бертран Жиль Гийом Жиль Оливье Жиро Никола Карабатич Дауда Карабуэ Кристоф Кампе Даниэль Нарсисс Тьерри Омейе Седрик Пати Жером Фернандес                                            | Исландия Арнар Атласон Стурла Асгерссон Логи Гиерссон Снорри Гудьонссон Рейдар Гундмундссон Роберт Гуннарссон Бьоргвин Густавссон Ингимундур Ингимундарсон Александр Петерссон Гудйон Валур Сигурдссон Сигфус Сигурдссон Оулавюр Стефаунссон Аусгейр Эдн Хадльгримссон Сверре Якобссон | Испания Давид Барруфет Хон Белаустеги Рубен Гарабая Хуан Гарсия Давид Давис Деметрио Лосано Кристиан Мальмагро Хосе Омбрадос Карлос Прието Альберт Рокас Икер Ромеро Виктор Томас Альберто Энтрерриос Рауль Энтрерриос |
| Женщины см. подробнее | Норвегия Каролин Брейванг Кари Олвик Гримсбё Кари-Метте Йохансен Тонье Ларсен Кристин Лунде Эльза-Марта Любекк Тонье Нёствольд Катя Нюберг Ранхильд Омодт Катрин Лунде Харальдсен Линн-Кристин Рьегельхут Гёрил Снорруэген Марит Фрафьорд Гро Хаммерсенг | Россия Екатерина Андрюшина Ирина Близнова Елена Дмитриева Анна Кареева Екатерина Маренникова Елена Полёнова Ирина Полторацкая Людмила Постнова Оксана Роменская Мария Сидорова Инна Суслина Эмилия Турей Яна Ускова Наталья Шипилова                                                   | Республика Корея Ан Джон Хва Пэ Мин Хый Ким Нам Сун Ким Он А Ким Чха Ён Ли Мин Хый Мун Пиль Хи О Сон Ок О Ён Нан Пак Чон Хый Сон Хэ Рим Хон Джон Хо Хо Сун Ён Чхве Им Джон                                             |